# Helgen v.48
Helgen v.48 är en EP av bob hund som släpptes på CD den 29 mars 1999.

## Låtlista
| Nr | Titel                                              | Längd |
| -- | -------------------------------------------------- | ----- |
| 1. | Helgen v.48                                        |       |
| 2. | Sedel eller tyg (-98)                              |       |
| 3. | Reinkarnerad exakt som förut (N.P. Möller mix -96) |       |
| 4. | I stället för musik: förvirring (i replokalen -95) |       |